# Иващенко, Александр Владимирович
Алекса́ндр Влади́мирович Ива́щенко (укр. Олександр Володимирович Іващенко; род. 19 февраля 1985, Киев) — украинский футболист, нападающий

## Биография

### Клубная карьера
Воспитанник киевского «Динамо». 29 марта 2002 года дебютировал за «Динамо-3» во Второй лиге в матче против команды «Черноморец-2» (2:2). В 2003 году выступал за «Электрон» (Ромны), в следующем году был отдан в аренду российскому «Содовику», но за него не сыграл ни одного матча. Летом 2004 года перешёл в киевскую «Оболонь». В сезоне 2004/05 выступал за «Оболонь-2» и дубль. С 2005 года по 2008 год выступал за криворожский «Кривбасс», в команде дебютировал 5 марта 2006 года в матче против запорожского «Металлурга» (2:1). В июне 2008 года Иващенко подал в ПФЛ заявление с просьбой выплатить ему фактически уже погашенный (неофициально) долг в размере 30 тысяч у.е., или предоставить ему статус свободного агента. Позже перешёл в мариупольский «Мариуполь». В зимние межсезонье перешёл в киевский «Арсенал». Летом 2009 года перешёл в стан новичка Премьер-лиги киевскую «Оболонь».

### Карьера в сборной
Провёл 2 матча за молодёжную сборную Украины до 21 года. Дебютировал 17 января 2005 года в матче против Кореи (3:2).

## Семья
Брат футболиста и тренера Валерия Иващенко

## Достижения
- Победитель Первой лиги Украины: 2014/15
- Серебряный призёр Первой лиги Украины: 2013/14
- Бронзовый призёр Первой лиги Украины: 2015/16

## Статистика
| Сезон   | Клуб             | Лига         | Чемпионат | Чемпионат | Кубок | Кубок | Дубль | Дубль | Еврокубки | Еврокубки |
| Сезон   | Клуб             | Лига         | Игры      | Голы      | Игры  | Голы  | Игры  | Голы  | Игры      | Голы      |
| ------- | ---------------- | ------------ | --------- | --------- | ----- | ----- | ----- | ----- | --------- | --------- |
| 2001/02 | Динамо-3         | Вторая лига  | 2         | 0         | —     | —     | —     | —     | —         | —         |
| 2003/04 | Электрон (Ромны) | Вторая лига  | 3         | 0         | 0     | 0     | —     | —     | —         | —         |
| 2004/05 | Оболонь-2        | Вторая лига  | 7         | 4         | —     | —     | —     | —     | —         | —         |
| 2004/05 | Оболонь          | Высшая лига  | 0         | 0         | 0     | 0     | 11    | 2     | —         | —         |
| 2005/06 | Оболонь          | Первая лига  | 17        | 6         | 0     | 0     | —     | —     | —         | —         |
| 2005/06 | Кривбасс         | Высшая лига  | 7         | 1         | 0     | 0     | 5     | 1     | —         | —         |
| 2006/07 | Кривбасс         | Высшая лига  | 17        | 3         | 3     | 1     | 8     | 3     | —         | —         |
| 2007/08 | Кривбасс         | Высшая лига  | 13        | 1         | 0     | 0     | 11    | 4     | —         | —         |
| 2008/09 | Мариуполь        | Премьер-лига | 9         | 1         | 1     | 0     | 7     | 4     | —         | —         |
| 2008/09 | Арсенал (Киев)   | Премьер-лига | 2         | 0         | 0     | 0     | 7     | 3     | —         | —         |
| 2009/10 | Оболонь          | Премьер-лига | 6         | 0         | 0     | 0     | 0     | 0     | —         | —         |